# 카멘 세라노
카먼 서라노(Carmen Serano, 1973년 8월 18일 ~ )는 미국의 배우이다.
출라비스타에서 태어났다.

## 출연 작품
- 데들리 임팩트 (2009년)
- 인 플레인 사이트 (2008년)
- 세이브 미 (2007년)
- 어반 저스티스 (2007년)
- 트랩 (2007년)
- 프라이데이 2 - 넥스트 프라이데이 (2000년)
- King of the Jungle (2000)

### 텔레비전
- 브레이킹 배드 (2008-13) - 카먼 몰리나 역